# Euadenia trifoliolata
Euadenia trifoliolata là một loài thực vật có hoa trong họ Capparaceae. Loài này được (Schumach. & Thonn.) Oliv. mô tả khoa học đầu tiên năm 1868.